# L'Écran fantastique
L'Écran fantastique è un mensile francese che si occupa principalmente di cinema di fantascienza. Fondato nel 1969 da Alain Schlockoff come una semplice fanzine, L'Écran fantastique divenne rapidamente una rivista professionale diffusa mensilmente in oltre cinque mila copie.
Dal 2009 L'Écran fantastique viene pubblicato nel Regno Unito sotto il nome di Fantastique.